# Quadball

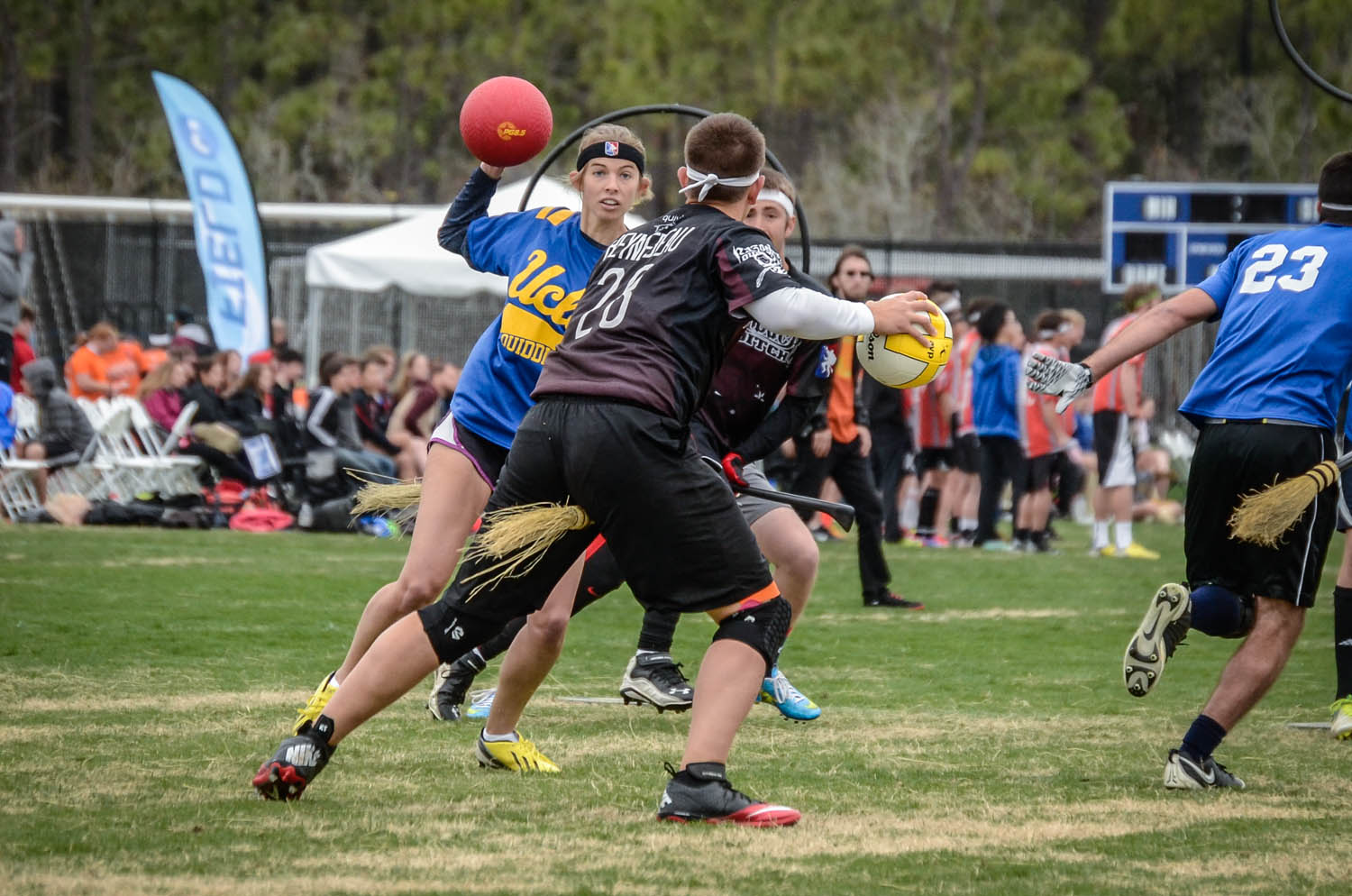
Typische Spielszene: Ein Jäger (weißes Stirnband) mit Quaffel (Volleyball) wird von einem gegnerischen Treiber (schwarzes Stirnband) mit einem Klatscher (roter Ball) bedroht.

Verbreitung der Sportart

Quadball, auch Quidditch oder Muggel-Quidditch, ist eine gemischtgeschlechtliche Vollkontaktsportart, die Elemente aus Rugby, Handball und Dodgeball beinhaltet. Charakteristisch sind die „Besen“ (Kunststoffrohre, die als Handicap zwischen den Beinen geführt werden müssen), die fünf Bälle sowie die verschiedenen Spielpositionen der Spieler, die jeweils unterschiedliche Fähigkeiten innehaben.
Der Sport basiert auf dem fiktiven Spiel Quidditch aus dem Harry-Potter-Universum. Von dieser Vorlage hat sich Quadball inzwischen entfernt und zu einer Sportart mit eigener Dynamik entwickelt.

## Geschichte
Reales Quidditch wurde 2005 von Xander Manshel und Alex Benepe, zwei Studenten des Middlebury College in Vermont, entwickelt. Von Anfang an stand hierbei fest, dass es sich um eine gemischtgeschlechtliche Vollkontaktsportart handeln sollte. 2007 kam es schließlich zur ersten Partie gegen die Auswahl eines anderen Colleges. Gleichzeitig wurde die Intercollegial Quidditch Association ins Leben gerufen, die kurz darauf in International Quidditch Association (IQA) umgetauft wurde, als in Kanada die erste Quidditchmannschaft außerhalb der USA gegründet wurde. Von 2008 bis 2014 veranstaltete die IQA jährlich den Quidditch World Cup in den USA, ein Turnier, zu dem Mannschaften aus aller Welt eingeladen waren. Während beim ersten World Cup noch lediglich zwölf Mannschaften antraten (elf aus den USA, eine aus Kanada), spielten 2011 bei dem World Cup IV in New York City bereits 96 Teams aus den USA, Kanada und Finnland vor den Augen von 10.000 Zuschauern.
Analog zum Wachstum des Sports über die USA hinaus fanden 2012 die Quidditch Summer Games im englischen Oxford statt, bei denen die Nationalmannschaften aus Australien, Frankreich, Großbritannien, Kanada und den USA um den Titel des Weltmeisters spielten. Der Austragungsort wurde dabei gezielt in direkter Nachbarschaft zu den Olympischen Spielen in London gewählt. Seitdem findet die Quidditchweltmeisterschaft im Zwei-Jahres-Rhythmus statt. 2014 traten im kanadischen Burnaby sieben Nationen gegeneinander an.
Seit 2012 organisiert die Arbeitsgruppe Quidditch Europe bestehend aus den europäischen Nationalverbänden der International Quidditch Association (IQA) jährlich den European Quidditch Cup, in dem in zwei Divisionen jeweils die besten Teams auf nationaler Ebene gegeneinander antreten.
Um der globalen Verbreitung des Quidditch Rechnung zu tragen und den Sport auf internationalem Level ausreichend zu koordinieren, wurde die bis dato US-zentrierte International Quidditch Association 2014 grundlegend umgestaltet. Die ehemalige IQA wurde in den US-amerikanischen Nationalverband US Quidditch umstrukturiert und eine neue International Quidditch Association ins Leben gerufen. Dieser internationale Dachverband setzt sich aus Vertretern aller anerkannten Nationalverbände zusammen (Stand 2020: 39, viele davon ebenfalls im Rahmen der Umstrukturierung gegründet).
2015 fand im italienischen Sarteano die erste Quidditch-Europameisterschaft statt. Aus den zwölf teilnehmenden Nationen konnte sich im Finale Frankreich gegen Großbritannien durchsetzen.
Bei der Weltmeisterschaft 2016 in Frankfurt am Main gewann erstmals eine andere Nation als die USA die Weltmeisterschaft: Australien setzte sich im Finale gegen die USA durch. Dieses Finale war darüber hinaus das erste Finale einer Weltmeisterschaft, welches nicht zu Null gewonnen wurde. In der Weltmeisterschaft 2018 in Florenz mit 29 Nationalteams holten sich die USA den Titel jedoch wieder zurück.
Im Juli 2022 beschloss die IQA die Umbenennung des Spiels in Quadball. Als Gründe wurden als „transfeindlich“ empfundene Äußerungen der Harry-Potter-Autorin J. K. Rowling sowie namensrechtliche Gründe genannt, da die Namensrechte am Namen „Quidditch“ bei Warner Bros. Discovery liegen. Der US-Verband änderte ebenfalls seinen Namen und der Deutsche Quidditchbund folgte im März 2023, neben den genannten Gründen auch, um „sich von der Fiktion zu lösen und Quadball als eigenständige Sportart zu etablieren, die nicht nur Harry-Potter-Fans anspricht.“

## Spielprinzip
Die meisten Nationalverbände spielen nach dem Regelwerk der International Quadball Association, das ursprünglich auf dem des US-amerikanischen Quadballverbandes US Quadball basierte. Inzwischen haben sich die beiden Regelwerke jedoch in einigen Punkten auseinanderentwickelt. Auch auf internationalen Turnieren wird das Regelwerk der International Quadball Association angewendet. Das aktuelle Regelwerk (IQA Rulebook 2022) besagt:

### Bälle
Insgesamt befinden sich fünf Bälle im Spiel, die jeweils von Spielern in unterschiedlichen Rollen genutzt werden dürfen:
- Die Flag, früher Schnatz (Snitch), wird gebildet aus einem Tennisball in einer Art Socke, die mit Klettverschluss an der Rückseite der Hose eines neutralen, gelb gekleideten Offiziellen befestigt ist. Die Aufgabe dieses Flag Runners genannten Offiziellen ist die Verteidigung der Flag vor jeweils einem Sucher (Seeker) pro Team. Die Flag wird nach 20 Minuten Spielzeit freigegeben. Sobald die Flag durch Geschick von der Hose des Flag Runners entfernt wird, erhält das fangende Team 30 Punkte. Führt das Team, ist das Spiel damit sofort beendet, anderenfalls wird ohne Flag und Sucher weiter gespielt, bis ein Team 30 Punkte mehr als die aktuelle Punktzahl des führenden Teams hat.
Bis 2014 war der Schnatz bereits ab der 10. Spielminute freigegeben. Der Flag Runner hielt sich die ersten etwa zehn Minuten jedoch nicht in Sichtweite des Spielfeldes auf, sodass die Sucher in der ganzen näheren Umgebung nach ihm suchen mussten. Diese Regelung wurde mit der 8. Auflage des US Quidditch Rulebook abgeschafft, seither dürfen Flag Runner und Sucher das Spielfeld wie die anderen Spieler nicht mehr verlassen.
- Die drei Dodgebälle, früher Klatscher (Bludger), können dazu genutzt werden, den Spielfluss anderer Spieler zu stören. Sobald ein Spieler durch Wurf oder Tritt von einem Dodgeball getroffen wird, gilt dieser als K.O.: Er muss den von ihm festgehaltenen Ball loslassen, seinen Besen wegnehmen, zu seinen Torreifen zurücklaufen und einen von diesen berühren, bevor er wieder in das Spiel eingreifen darf. Die Dodgebälle dürfen nur von zwei Treibern pro Team verwendet werden. Daher hat jeweils ein Team durch den Besitz zweier Dodgebälle einen Spielvorteil, den zu erobern und effizient zu nutzen eines der zentralen Elemente des Dodgeball-Spiels ist, nicht zuletzt, wenn nach der 20. Minute neben den Torringen auch die Flag vor dem gegnerischen Sucher verteidigt werden muss.
- Mit dem Volleyball, früher Quaffel (Quaffle), können Punkte erzielt werden, indem er durch einen der je drei unterschiedlich hoch angebrachten Torringe der gegnerischen Mannschaft geworfen wird. Ein solches Tor bringt der angreifenden Mannschaft 10 Punkte ein. Nur die vier Jäger pro Team dürfen den Volleyball berühren (mit Händen sowie Füßen) und Tore erzielen. Da Tore auch von der Hinterseite der Torringe aus erzielt werden können, ist ein strategisches und taktisches Spiel rund um die Torringe entscheidend. Jäger dürfen den Volleyball weiterhin dazu verwenden, Dodgeballattacken abzuwehren.

### Spielpositionen
Die unterschiedlichen Positionen innerhalb der Teams werden mit verschiedenfarbigen Stirnbändern kenntlich gemacht. Folgende Rollen nehmen die sieben Spieler innerhalb der Mannschaften ein:
- Vier Jäger (Chaser; drei mit weißen Stirnbändern, einer mit grünem Stirnband) versuchen mit dem Volleyball Punkte zu erzielen, indem sie diesen durch einen der drei unterschiedlich hoch angebrachten Torringe des Gegners werfen.
  - Einer der Jäger ist zusätzlich Hüter (Keeper; der Jäger mit dem grünen Stirnband) und versucht die Ringe seiner Mannschaft vor den Angriffen der gegnerischen Jäger zu verteidigen (vergleichbar z. B. mit dem Torwart im Fußball). Dieser ist immun gegen Dodgeball in seiner Torringzone sowie als einziger dazu berechtigt, auch den Volleyball abzuwehren, wenn dabei sein Arm durch einen der Torringe geht. Im Gegensatz zu den meisten anderen Sportarten ist der Hüter auch an den Angriffen beteiligt, um den Verteidigungsvorteil (vier gegnerische Jäger sowie zwei Treiber) auszugleichen.
- Zwei Treiber (Beater; schwarze Stirnbänder) versuchen den Spielfluss der gegnerischen Mannschaft zu stören, indem sie mit den Dodgebällen auf diese werfen und die getroffenen Gegner zum kurzzeitigen Rückzug zwingen.
- Ein Sucher (Seeker; gelbes Stirnband) versucht nach 20 Spielminuten die Flag zu fangen, um somit Punkte zu erzielen und das Spiel zu beenden. Dies ist der Fall, sobald einer der beiden rivalisierenden Sucher dem Flag Runner durch Geschick sowie richtige Reaktionszeit die Flag von der Hose entfernen konnte. Nur die beiden Sucher dürfen die Flag fangen, nur durch einen Flagfang kann eine Spielpartie enden.

### Geschlechterregel
Der Title 9 3⁄4 (eine Anspielung auf Title IX und Gleis 9 3/4) definiert Quadball als ein Spiel, bei dem alle Geschlechter teilnehmen. Maximal vier der sieben Spieler eines Teams (bzw. drei der sechs Spieler bis Minute 20) dürfen dem gleichen Geschlecht angehören, wodurch gemischtgeschlechtliche Teamgefüge unumgänglich sind. Dabei setzt Quadball auf die Selbstdeklaration der Geschlechtsidentität anstatt auf das rechtliche oder des biologische Geschlecht. Dadurch sollen transgender und nichtbinäre Spieler inkludiert werden können, wobei letztere als drittes Geschlecht gelten.

### Besen
Eine Besonderheit des realen Quadball – und ursprünglich eine Hommage an die literarische Vorlage – ist die Tatsache, dass jeder Spieler eine ein Meter lange Plastikstange (den Besen oder Broom) zwischen die Oberschenkel klemmen muss. Dieser wird in der Regel von einer Hand des Spielers festgehalten, kann aber auch lediglich durch zusammengestellte Beine fixiert werden. Für die Spieler entsteht durch den Besen die Schwierigkeit, nur eine Hand zum Bespielen der Bälle frei zu haben, beim Fangen mit zwei Händen hingegen beim Laufen eine Einschränkung zu erfahren. Der Besen ist daher nicht optisches Element, sondern zentraler Bestandteil des Spielablaufs der Sportart. Zudem zeigt der Besen auch an, ob ein Spieler sich gerade im Spiel befindet oder (beispielsweise durch einen Dodgeballtreffer) K.O. ist, bis er durch das Berühren eines Torringes wieder den Besen nutzen und damit wieder am Spiel teilnehmen darf.

### Spielfeld

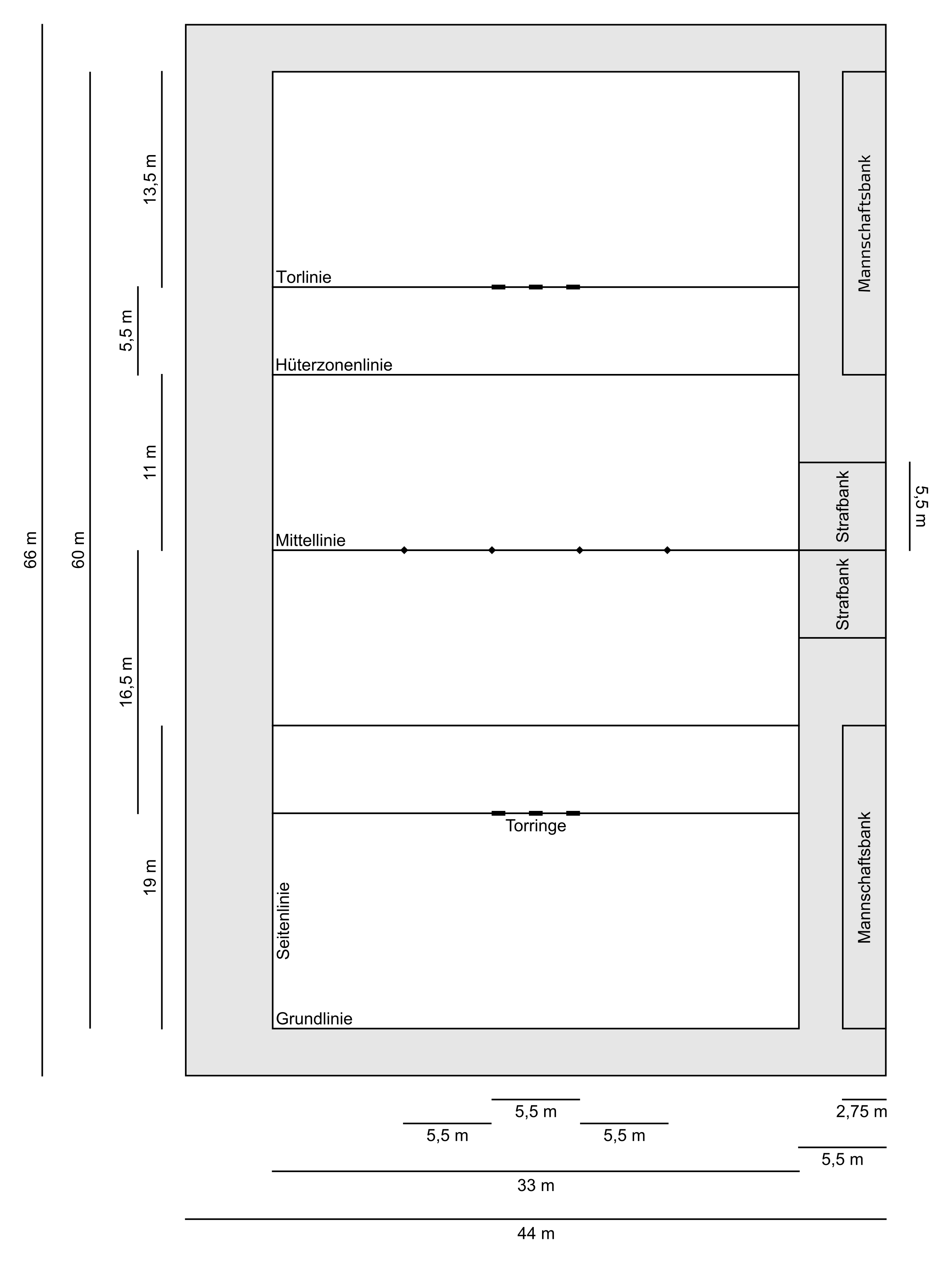
Das Spielfeld nach IQA Rulebook 2018

Das Spielfeld besteht aus einem Rechteck mit 60 m Länge und 33 m Breite. Es gibt zwei Torlinien, je 16,5 m entfernt von der Mittellinie, auf denen sich je drei Hoops befinden. Zwischen der Torlinie und der Mittellinie befindet sich die sogenannte Hüterzonenlinie, 11 m von der Mittellinie entfernt. Die beiden Hüterzonen befindet sich zwischen dem Ende des Spielfeldes und der jeweiligen Hüterzonenlinie. Das Spielfeld endet 13,5 m hinter der Torlinie.

### Torringe
Jedes Team verfügt über drei Torringe (Durchmesser: zwischen 81 und 86 Zentimeter), die auf Stangen in der Höhe von je 3 Fuß (0,91 Meter), 4,5 Fuß (1,37 Meter) und 6 Fuß (1,83 Meter) angebracht werden und mit 2,75 m Entfernung zueinander auf ihrer Torlinie aufgestellt sind.

### Spielverlauf
Bei Spielstart halten sich die Spieler kniend hinter der seitlichen Startlinie auf, der Besen muss dabei auf dem Boden liegen. Jeweils ein Spieler befindet sich dabei in der gegnerischen Hälfte und jeweils ein Jäger nahe der Mittellinie auf dem Spielfeld zwischen Mittelpunkt und Startlinie. Die genaue Aufstellung ist dabei flexibel und Teil der individuellen Taktik des jeweiligen Teams. Ein Dodgeball und der Volleyball liegen auf der Mittellinie des Spielfelds und können jeweils durch ein Wettrennen erobert werden, die anderen beiden Dodgeball befinden sich jeweils in der Hälfte der beiden Teams. Die Partie beginnt mit dem Brooms Up! des Schiedsrichters, wonach die Spieler die Besen vom Boden heben und nutzen dürfen und als Erster die Bälle erreichen wollen.
Quadball ist eine Vollkontaktsportart, sodass das Festhalten oder Zubodenwerfen von gegnerischen Spielern erlaubt ist, solange strikte Regeln eingehalten werden, die der Spielersicherheit dienen. Das Üben des richtigen und ungefährlichen Fallenlassens ist dabei häufiger Bestandteil der Trainings. Wird ein Gegner aus dem Spielfeld geschoben, muss dieser seinen Ball abgeben.
Wird ein Spieler von einem Dodgeball getroffen, gilt er als K.o.: Er muss den von ihm festgehaltenen Ball fallen lassen, den Besen zur Seite nehmen, zurück zu den eigenen Reifen laufen und einen dieser berühren, bevor er wieder aktiv ins Spielgeschehen eingreifen darf.
Wird ein Tor erzielt, zeigt der Hauptschiedsrichter dies durch zwei nach oben gestreckte Arme an; die Spielzeit wird nicht gestoppt. Der Ball wird durch den Torhüter in der Hüterzone wieder „lebendig“ gemacht, sobald dieser den Volleyball berührt. Üblicherweise versucht der Hüter den Ball möglichst schnell an die Jäger abzugeben, um ein schnelles Angriffsspiel zu eröffnen, solange die Verteidigung des Gegners noch nicht sortiert ist. Ein Tor verleiht dem jeweiligen Team 10 Punkte.
Wechsel zwischen Spielern auf dem Feld und der Ersatzbank sind jederzeit und beliebig oft möglich. Dabei ist es auch möglich, dass Spieler auf der Ersatzbank ihre Position wechseln, bevor sie durch einen erneuten Wechsel das Spiel wieder betreten.
Durch strenge Spielfluss-Regeln – jede Aktion muss grundsätzlich dazu dienen, einen Torwurf wahrscheinlicher zu machen, und Spieler dürfen mit dem Volleyball nicht in der eigenen Hälfte stehen bleiben – ist Quadball eine rasante, actionreiche Sportart, die nicht zuletzt durch die fünf Bälle zu einer Menge unterschiedlicher, gleichzeitiger Aktionen und Taktiken auf dem Spielfeld führt. Da die verschiedenen Spielpositionen unterschiedliche Bälle nutzen und verschiedene Fähigkeiten haben, ist damit ein gutes Zusammenspiel der verschiedenen Positionen erforderlich, die jedoch stets auch ihren eigenen Taktiken und Zielen nachgehen müssen.
Wird ein Foul begangen, kommt es – je nach Schwere des Falls – zu unterschiedlichen Konstellationen:
- Zurück zu den Torringen: Der bestrafte, k.o. gesetzte Spieler muss zurück zu den Torringen des eigenen Teams laufen und einen dieser berühren, bevor er wieder aktiv ins Spielgeschehen eingreifen darf.
- Blaue Karte: Der bestrafte Spieler muss eine Minute außerhalb des Spielfeldes verbringen. Wenn das gegnerische Team in diesem Zeitraum ein Tor erzielt, darf die Person auch frühzeitig wieder an der Partie teilnehmen.
- Gelbe Karte: Das gleiche Strafmaß wie bei der blauen Karte; mit dem Unterschied, dass ein Spieler, der innerhalb einer Partie zwei gelbe Karten erhält, von der restlichen Partie ausgeschlossen wird.
- Rote Karte: Der Spieler wird vom Rest der Partie ausgeschlossen. Sein Team muss zwei Minuten mit einem Spieler weniger spielen, bevor ein Ersatzspieler am Spielgeschehen teilnehmen darf. Auf Turnieren sorgt eine rote Karte zudem meist auch für das Aussetzen bei der nächsten Partie des eigenen Teams.
- Spielausschluss: Der Spieler wird vom Rest der Partie ausgeschlossen, ohne eine Karte zu erhalten. Er darf sofort durch einen anderen Spieler ersetzt werden.

Nach 19 Minuten Spielzeit wird der neutrale Flag Runner auf das Spielfeld geschickt, der ab Minute 20 von den beiden Suchern gejagt wird. Zieht einer der beiden Sucher dem Flag Runner die Flag ab, die dieser mit Körpereinsatz sowie Flucht zu schützen versucht, beraten sich die Schiedsrichter, ob der Fang rechtmäßig (good) war. War er es nicht, läuft das Spiel weiter. War er es, erhält das flagfangende Team 30 Punkte. Hat das Team damit nun mehr Punkte als der Gegner, erzielt es durch den Flagfang den Sieg. Anderenfalls geht das Spiel in die Verlängerung, in der ohne Pause sowie ohne Flag Runner und Sucher weitergespielt wird. Dazu wird eine Zielpunktzahl festgelegt, die 30 Punkte mehr als der aktuelle Punktestand des führenden Teams beträgt. Sobald durch ein Tor die Zielpunktzahl erreicht wird, endet das Spiel. Eine Quadballpartie kann also nie ohne Flagfang beendet werden, jedoch bleiben die durch den Quaffel erzielten Punkte stets wichtig.

### Fouls und Strafen
Beim Quadball gibt es diverse Möglichkeiten, ein Foul zu begehen bzw. den Schiedsrichter zu einem Eingreifen zu zwingen. Mögliche Schiedsrichter-Reaktionen sind folgende:
- No Harm, No Foul: Fouls ohne Schaden und ohne Spielvorteil werden nicht geahndet.
- Warnungen: Bei unsportlichem Verhalten der Spieler (z. B. Spielverzögerung, beleidigendes Verhalten).
- Forderung von Wiederholungen: Standardsituationen werden bei falscher Ausführung wiederholt.
- Zurück zu den Torringen: Unbeabsichtigter regelwidriger Körperkontakt, absichtliches Verlassen des Spielfelds in einer laufenden Partie (mit oder ohne Ball), ignorieren der dreisekündigen Immunitätsphase des Flag Runners.
- Ball muss an Gegner abgegeben werden: Ein K.o. gesetzter Spieler passt den Ball, verbotener Körperkontakt, ein Spieler beeinflusst die Flugbahn eines positionsfremden Balls, ein Team hindert das gegnerische Team regelwidrig am Erreichen des dritten Dodgeballs.
- Blaue Karte: Falsches Verhalten zu Spielbeginn (bei Startpositionsbestimmung oder Brooms Up!), wiederholtes unabsichtliches Verschieben oder Umkippen eines Torringes, absichtliches Bespielen eines positionsfremden Balles, beeinflussen des Spiels als ausgeknockter Spieler, unsportliches Verhalten nach ersten Verwarnungen, Spielverzögerung als Hüter nach einem gegnerischen Tor.
- Gelbe Karte: Nichtbeachten der Schiedsrichter-Instruktionen, verschieben oder Umkippen eines Reifens, absichtlicher Eingriff in das Spiel nach einem K.O., gesteigert unsportliches Verhalten, Schwalben oder vorgetäuschte Verletzungen, verbotener Körperkontakt, absichtliches Bespielen eines positionsfremden Balles.
- Rote Karte: Bewusstes Spielen mit einem kaputten Besen (dieser muss ausgetauscht werden), schwerwiegend unsportliches Verhalten, schwerwiegende körperliche Attacken, regelwidriges Verhindern eines Tors, Eingriff in das Spiel von außen als Ersatzspieler (beispielsweise Stoppen eines Balles außerhalb des Felds).
- Spielausschluss: Erhalten von zwei gelben Karten in derselben Partie, unsportliches Verhalten gegen das eigene Team, tragen von Schmuck (und damit Selbstgefährdung).
- Weitere Strafen: Weigert sich ein Spieler nach dem Erhalt der roten Karte das Spielfeld zu verlassen und ist dieser eventuell nach wie vor eine Gefahr für die Anwesenden, kann es auch die eigentliche Partie übersteigende Maßnahmen geben, beispielsweise den dauerhaften Ausschluss von offiziellen Aktivitäten des Teams.

## Bedeutung
Quadball erfreut sich zunehmender Bekannt- und Beliebtheit, wie bereits von Beginn an insbesondere im universitären Umfeld. Die International Quadball Association besteht zurzeit (Stand Ende 2020) aus etwa 40 Nationalverbänden. Auch in zahlreichen anderen Ländern wie beispielsweise Russland, Indien, Neuseeland oder auch Peru und wie auch in südamerikanischen Ländern ohne offiziellen Nationalverband wächst die Sportart rasant.
2014 wurde mit Mudbloods (Englisch für Schlammblüter) ein Dokumentarfilm veröffentlicht, der die Quidditch-Mannschaft der UCLA auf ihrem Weg zur Weltmeisterschaft in New York 2011 begleitet. Der Film wurde auf diversen Filmfestivals gezeigt und erhielt international mediale Aufmerksamkeit. Auch in weitere Teil der Popkultur hält Quadball Einzug, beispielsweise den Spielfilm Prakti.com.
Während Quadball in den USA und Kanada schon seit längerer Zeit zunehmend in den Fokus der Öffentlichkeit gerät, wird auch im deutschsprachigen Raum mittlerweile wiederkehrend über lokale, aber auch verstärkt über internationale Aktivitäten berichtet.

## Bedeutende Turniere
Der IQA World Cup (Weltmeisterschaften, früher: IQA Global Games) ist die seit 2012 von der International Quadball Association im Zwei-Jahres-Rhythmus veranstaltete offizielle Quadball-Weltmeisterschaft. Titelträger 2025 ist Belgien. Mit vier Siegen Rekordweltmeister sind die Vereinigten Staaten.
Die IQA European Games (Europameisterschaften) werden von der International Quadball Association jeweils alternierend zur Weltmeisterschaft organisiert. Derzeitiger Titelhalter 2024 ist Deutschland.
Der European Quidditch Cup (Europapokal) wird jährlich unter den besten Teams der europäischen Nationalverbände ausgetragen und von Quidditch Europe organisiert, einer Arbeitsgruppe jener Nationalverbände. Dabei gibt es seit 2019 zwei Divisionen, die jeweils an unterschiedlichen Orten und Zeiten ein zweitägiges Turnier (bestehend aus Gruppenphasen und Finalrunden) austragen. Der European Quidditch Cup Division 1 setzt dabei auf Spielstärke (die Anzahl der Teams pro Land wird über das Abschneiden in den letzten beiden Jahren bestimmt), während European Quidditch Cup Division 2 auf Verbandsgrössen basiert (jeder Nationalverband, der Mitglied der International Quadball Association ist, darf mindestens sein bestes Team stellen; mehr Teamplätze werden basierend auf der Anzahl Teams des jeweiligen Nationalverbands vergeben, solange die Plätze nicht alle bereits durch Division 1 verbraucht sind). Einzelne Plätze in Division 2 werden zudem auch über ein Bewerbungsverfahren für Nichtmitglieder (Emerging Areas) vergeben, deren Nationalverband nur aus einem oder wenigen Teams besteht.

## Nationalverbände
Folgende Nationalverbände werden von der International Quadball Association anerkannt:
- Quadball Argentina (Argentinien)
- Quadball Australia (Australien)
- Belgian Quadball Federation (Belgien)
- Brazilian Quidditch Association (Brasilien)
- Asociación Chilena de Quidditch (Chile)
- Dansk Quidditchforbund (Dänemark)
- Deutscher Quadballbund e. V. (Deutschland)
- Finnish Quidditch (Finnland)
- Fédération du Quidditch Français (Frankreich)
- Ghana Quidditch Association (Ghana)
- Hong Kong Quadball Association (Hong Kong)
- Indian Quadball Association (Indien)
- I.R.Iran Quadball Association (Iran)
- Quidditch Ireland (Irland)
- Quidditch Samband Íslands (Island)
- Associazione Italiana Quidditch (Italien)
- Japan Quidditch Association (Japan)
- Quidditch Canada (Kanada)
- Associació de Quidditch de Catalunya (Katalonien)
- Quadball Association of Kenya (Kenia)
- Quidditch Malaysia (Malaysia)
- Quadball Mexico (Mexiko)
- Quidditch Nederland (Niederlande)
- Quidditch Association of New Zealand (Neuseeland)
- Norwegian Quidditch Association (Norwegen)
- Quidditch Austria (Österreich)
- Quidditch Pakistan (Pakistan)
- Federatión Deportiva Peruana de Quidditch (Peru)
- Polska Liga Quidditcha (Polen)
- Quidditch Portugal (Portugal)
- Svenska Quidditchförbundet (Schweden)
- Schweizerischer Quidditchverband (Schweiz)
- Serbian Quidditch Association (Serbien)
- Slovakia Quidditch Association (Slowakei)
- Quidditch zveza Slovenije (Slowenien)
- Asociación Quidditch España (Spanien)
- Quidditch Korea (Süd-Korea)
- Tanzania Quadball Federation (Tanzania)
- Česká Asociace Famfrpálu (Tschechien)
- Quidditch Derneği (Türkei)
- Quadball Uganda (Uganda)
- Federación Venezolana de Quadball (Venezuela)
- QuidditchUK (Vereinigtes Königreich)
- US Quadball (Vereinigte Staaten)
- Vietnam Quidditch Association (Vietnam)

## Quadball in Deutschland
| Vollmitglieder in Deutschland | Stadt           | DQM 2024 | DQP 2025 | Brooms Up 2025 |
| ----------------------------- | --------------- | -------- | -------- | -------------- |
| Augsburg Owls                 | Augsburg        | 7        | 8        |                |
| Dragonriders Bamberg          | Bamberg         |          |          |                |
| Berlin Bluecaps               | Berlin          | 8        | 6        |                |
| Bielefelder Basilisken        | Bielefeld       | 10       | 15       |                |
| Binger Beasts                 | Bingen          |          |          | 2              |
| Ruhr Phoenix                  | Bochum          | 1        | 7        |                |
| Rheinos Bonn                  | Bonn            | 2        | 1        |                |
| Braunschweiger Broomicorns    | Braunschweig    | 3        | 2        |                |
| Portkeys Bremen               | Bremen          | 15       | 16       | 3              |
| Darmstadt Athenas QC          | Darmstadt       | 5        | 4        |                |
| Deluminators Dresden          | Dresden         | 11       | 10       |                |
| Düsseldorf Dinosaurs          | Düsseldorf      |          | 26       | 5              |
| Eichstätt Blizzards           | Eichstätt       |          |          |                |
| Frankfurt Mainticores         | Frankfurt a. M. |          | 14       | 4              |
| Black Forest Bowtruckles      | Freiburg        |          | 19       | 8              |
| Giessener Irrwichte           | Gießen          |          |          |                |
| Horkruxe Halle                | Halle           | 11       | 13       |                |
| FC St. Pauli Werewolves       | Hamburg         |          | 11       | 10             |
| Hannover Niffler              | Hannover        |          | 24       |                |
| Heidelberger HellHounds       | Heidelberg      | 5        | 5        |                |
| USV Jena Jobberknolls         | Jena            |          |          | 14             |
| Flying Foxes Karlsruhe        | Karlsruhe       |          |          | 2              |
| Flying Raccons Kassel         | Kassel          |          |          |                |
| Kiel Kelpies                  | Kiel            |          | 24       | 7              |
| Cologne Cannons               | Köln            | 13       |          |                |
| Looping Lux Leipzig           | Leipzig         |          | 23       | 6              |
| Ottos Occamys                 | Magdeburg       |          | 24       | 14             |
| Münchener Wolpertinger        | München         | 4        | 9        |                |
| Münster Marauders             | Münster         | 9        | 3        |                |
| Dobbys Klatscher              | Oldenburg       |          |          |                |
| Three River Dragons           | Passau          |          |          |                |
| Smoking Cauldron Stuttgart    | Stuttgart       |          | 12       | 1              |
| Thunderbirds Trier            | Trier           | 16       | 22       |                |
| Tübinger Thestrale            | Tübingen        |          | 12       | 1              |

In der Tabelle sind nur die Platzierung bei den drei zurückliegenden Turnieren aufgeführt. Bei Spielgemeinschaften wurden das Ergebnis bei beiden Teams aufgeführt, die Ergebnisse von Zweitteams eines Vereins wurden nicht beachtet.
| Teams im Aufbau in Deutschland | Stadt     |
| ------------------------------ | --------- |
| Göttinger Gänse                | Göttingen |
| Homburger Horntails            | Homburg   |
| Concordia Kleve                | Kleve     |
| Comets Confluentes             | Koblenz   |
| Quidditch Landshut             | Landshut  |
| Jackalopes Nürnberg            | Nürnberg  |

Im Januar 2016 fand die erste Deutsche Quidditchmeisterschaft in Darmstadt statt. Die Rheinos Bonn konnten sich gegen fünf andere Teams durchsetzen.
Am Wochenende 23./24. Juli 2016 fand in Frankfurt am Main die Quidditch-Weltmeisterschaft der IQA statt, bei der die Mannschaft von Deutschland im Vorrundenspiel gegen Südkorea und in der Runde um Platz 9–16 das Spiel gegen Slowenien sowie das Spiel um Platz 11 gegen Katalonien gewann. Die Weltmeisterschaft wurde von der IQA und dem Sportamt der Stadt Frankfurt organisiert. Auf nationaler Ebene organisiert den Sport der Deutsche Quidditchbund (DQB). Dieser besteht aus den ordentlichen Mitgliedern, die an allen offiziellen Veranstaltungen teilnehmen und Stimmrecht bei der Mitgliederversammlung haben, und den Mitgliedschaftsanwärtern, die in Zukunft die ordentliche Mitgliedschaft anstreben.
Die zweite Deutsche Quidditchmeisterschaft fand am 3. und 4. Juni 2017 in Jena statt. Es traten 21 Mannschaften an. Die Three River Dragons Passau sicherten sich den Titel des Deutschen Meisters vor den Rheinos Bonn und den Darmstadt Athenas.
Am 28. und 29. April 2018 wurde der European Quidditch Cup (EQC) 2018 in Pfaffenhofen an der Ilm ausgetragen.
Die dritte deutsche Meisterschaft wurde am 2. und 3. Juni 2018 in Frankfurt ausgetragen. Es nahmen 27 Teams teil; das Finale gewannen die Darmstadt Athenas mit 150*:100 gegen die Three River Dragons Passau; Dritter wurde Looping Lux Leipzig. Die deutsche Meisterschaft 2019 fand am 8. und 9. Juni 2019 in Tornesch statt; von 35 Teams traten 34 an. Es gewannen erneut die Darmstadt Athenas im Finale mit 170*:110 gegen die Rheinos Bonn, den dritten Platz sicherten sich die Heidelberger Hellhounds.
Nach einer pandemiebedingten Pause fand die nächste Deutsche Quadball Meisterschaft (DQM) erst im Jahr 2022 in Bamberg statt. Dort setzten sich die Rheinos Bonn gegen die Münchner Wolpertinger durch. Die Deutsche Meisterschaft 2023 wurde in Bremen ausgetragen, Ruhr Phoenix gewann vor den Braunschweiger Broomicorns auf dem zweiten Platz. Im Jahr 2024 konnte Ruhr Phoenix den Titel verteidigen, das Turnier fand in Braunschweig statt und Vizemeister wurden die Rheinos Bonn.
Neben der Deutschen Quadball-Meisterschaft (DQM), die jährlich im Oktober ausgetragen wird, richtet der Deutsche Quadballbund (DQB) zwei weitere deutschlandweite Turniere aus. Der Deutsche Quadballpokal (DQP) steht allen Teams in Deutschland offen und findet im Juni oder Juli statt. Außerdem wird das Entwicklungsturnier „Brooms Up“ veranstaltet, welches im Frühjahr stattfindet und an dem alle Teams teilnahmeberechtigt sind, die im Vorjahr nicht an der DQM teilgenommen haben.
Auf europäischer Ebene wird jährlich der European Quadball Cup (EQC) ausgetragen, der in zwei Divisionen unterteilt ist. Die Qualifikation deutscher Teams erfolgt auf Basis ihrer Platzierungen bei der DQM des Vorjahres.

## Quadball in der Schweiz
Der Schweizerische Quadballverband veranstaltet jährlich die Schweizer Meisterschaften. Erster Sieger wurden 2017 die Turicum Thunderbirds aus Zürich, zweiter Schweizer Meister im 2018 wurden die Basel Basilisks, die den Titel 2019 wieder an Turicum Thunderbirds abgaben. Seit 2018 findet über das Winterhalbjahr ein Liga-Betrieb statt, die erste Schweizer Quidditchliga 2018/2019 gewannen die Turicum Thunderbirds. Wegen COVID-19 fallen 2020 alle offiziellen Quidditch-Events aus, weshalb Turicum Thunderbirds amtierende Meister und Liga-Meister bleiben.
Seit 2019 gibt es auch Kinder- und Jugendteams in der Schweiz. Das Team aus Zürich, die Turicum Lightning Sparrows, gewannen 2023 den ersten European Quadball Youth Cup.
| Teams in der Schweiz       | Stadt                         |
| -------------------------- | ----------------------------- |
| Basel Basilisks            | Basel                         |
| Basel Kidditch             | Basel (Kinder- & Jugendteam)  |
| Berner Boggarts            | Bern                          |
| Geneva Goblins             | Genf                          |
| Pilatus Patronus           | Luzern                        |
| Luzern Kidditch            | Luzern (Kinder- & Jugendteam) |
| Occamys Olten              | Olten                         |
| Phönixe Solothurn          | Solothurn                     |
| Turicum Thunderbirds       | Zürich                        |
| Turicum Lightning Sparrows | Zürich (Kinder- & Jugendteam) |

## Quadball in Österreich
In Österreich wird Quidditch über den Fachverband Quidditch Austria – Österreichischer Quidditch Verband organisiert.
Quidditch Austria veranstaltet die Central European Quidditch League (CEQL). Teil dieser Liga sind Teams aus Österreich, Slowenien, Slowakei und Tschechien.
Der Höhepunkt des österreichischen Quidditch ist der ebenfalls von Quidditch Austria veranstaltete jährliche Austrian Quidditch Cup, in dem die Vollmitglieder um die European Quidditch Cup Spots spielen.
Quidditch Austria veranstaltet in unregelmäßigen Abständen im Herbst das internationale Freundschaftsturnier Danube Cup. Beim Danube Cup III am 22.–23. September 2019 nahmen 15 Teams aus 6 Ländern teil. Gewonnen haben die Aemona Argonauts (Ljubljana), Zweiter wurden die Berlin Bluecaps (Berlin) und als bestes österreichisches Team wurden die Danube Direwolves Dritter.
| Vollmitglieder in Österreich | Stadt    |
| ---------------------------- | -------- |
| Danube Direwolves            | Wien     |
| Fortress Falcons             | Salzburg |
| Graz Grimms                  | Graz     |
| Steelcity Snidgets           | Linz     |
| Vienna Vanguards             | Wien     |

| Teams im Aufbau in Österreich | Stadt     |
| ----------------------------- | --------- |
| Glacier Giants                | Innsbruck |
| Krems Kingslayers             | Krems     |

## Belege
1. ↑  Quidditch: So funktioniert die nichtmagische Version! In: elbenwald.de. 20. Juli 2016, abgerufen am 14. Juni 2021.
2. ↑  René Gralla: Perfektes Besengefühl (neues deutschland). (nd-aktuell.de [abgerufen am 23. Juli 2018]).
3. ↑  History. US Quidditch, archiviert vom Original (nicht mehr online verfügbar) am 21. Mai 2021; abgerufen am 28. November 2015.  Info: Der Archivlink wurde automatisch eingesetzt und noch nicht geprüft. Bitte prüfe Original- und Archivlink gemäß Anleitung und entferne dann diesen Hinweis.
4. ↑  Quidditch World Cup 2011: NYC Tournament Highlights [VIDEO]. International Business Insider, abgerufen am 28. November 2015.
5. ↑  About. International Quidditch Association, archiviert vom Original am 4. September 2014; abgerufen am 26. November 2015.  Info: Der Archivlink wurde automatisch eingesetzt und noch nicht geprüft. Bitte prüfe Original- und Archivlink gemäß Anleitung und entferne dann diesen Hinweis.
6. ↑  Quidditch, Almost At The Olympics. BU Today, abgerufen am 28. November 2015.
7. ↑  Harry Potter sport quidditch gains fans as Australia returns from Global Games with silver medal. ABC, abgerufen am 28. November 2015.
8. ↑  International Quidditch Association: National Governing Bodies. Abgerufen am 29. Dezember 2020.
9. ↑  About. International Quidditch Association, archiviert vom Original am 4. September 2014; abgerufen am 28. November 2015.
10. ↑  France beats Britain to win first European Quidditch Games. The Guardian, abgerufen am 28. November 2015.
11. ↑  IQA Announces Upcoming Change of “Quidditch” to “Quadball”. In: International Quadball Association. Abgerufen am 25. Juni 2023 (amerikanisches Englisch).
12. ↑  Anna-Lena Jaensch: Quidditch heißt jetzt Quadball. In: Süddeutsche Zeitung. Süddeutsche Zeitung GmbH, 23. Juli 2022, abgerufen am 25. September 2022.
13. ↑  Quidditch Changes Name to Quadball, www.usquadball.org vom 19. Juli 2022, abgerufen am 5. September 2022.
14. ↑  Kevin Kauper: Aus Quidditch wird Quadball – Deutscher Quidditchbund. 30. März 2023, abgerufen am 25. Juni 2023 (deutsch).
15. ↑  Rules. International Quidditch Association, archiviert vom Original am 8. Dezember 2015; abgerufen am 6. November 2015.  Info: Der Archivlink wurde automatisch eingesetzt und noch nicht geprüft. Bitte prüfe Original- und Archivlink gemäß Anleitung und entferne dann diesen Hinweis.
16. ↑  Rules. International Quidditch Association, archiviert vom Original am 8. Dezember 2015; abgerufen am 6. November 2015.  Info: Der Archivlink wurde automatisch eingesetzt und noch nicht geprüft. Bitte prüfe Original- und Archivlink gemäß Anleitung und entferne dann diesen Hinweis.
17. ↑  Ein kurzer Überblick über Quidditch. Deutscher Quidditchbund, archiviert vom Original am 8. Dezember 2015; abgerufen am 6. November 2015.  Info: Der Archivlink wurde automatisch eingesetzt und noch nicht geprüft. Bitte prüfe Original- und Archivlink gemäß Anleitung und entferne dann diesen Hinweis.
18. ↑  Title 9 3/4. In: USQuadball. Abgerufen am 27. Juni 2023 (amerikanisches Englisch).
19. ↑  IQA Rulebook 2018–2020. (PDF) IQA, S. 13f., abgerufen am 12. April 2019.
20. ↑  US Quidditch Rulebook. Ninth Edition. (PDF) US Quidditch, S. 31, abgerufen am 6. November 2015.
21. ↑  US Quidditch Rulebook. Ninth Edition. (PDF) US Quidditch, S. 18, abgerufen am 17. November 2015.
22. ↑  US Quidditch Rulebook. Ninth Edition. (PDF) US Quidditch, S. 171f., abgerufen am 6. November 2015.
23. ↑  Mudbloods (2014). International Movie Database, abgerufen am 23. November 2015.
24. ↑  Mudbloods – A Film About Quidditch. Abgerufen am 23. November 2015.
25. ↑  Quidditch is real, and it wants to go pro. CNN, 21. November 2014, abgerufen am 23. November 2015.
26. ↑  Aufgepasst, ihr Muggel: Quidditch ist ein Sport! Jessica Luther, VICE, 14. April 2015, abgerufen am 23. November 2015.
27. ↑  Quidditch in Passau: Hexenzauber an Inn und Donau. Bayerischer Rundfunk, 31. Oktober 2015, archiviert vom Original am 31. Oktober 2015; abgerufen am 23. November 2015.
28. ↑  Muggel jagen den goldenen Snitch. derStandard.at, 7. Mai 2015, abgerufen am 23. November 2015.
29. ↑  Harry Potters Besen-Rugby im echten Matsch. Zeit Online, 5. Dezember 2012, abgerufen am 23. November 2015.
30. ↑  National Governing Bodies. International Quidditch Association, abgerufen am 4. Juni 2020.
31. 1 2  Deutsche Teams – Deutscher Quadballbund. Abgerufen am 15. Juli 2024 (amerikanisches Englisch).
32. 1 2  Johannes Zangenfeind: Deutsche Quadball-Meisterschaft 2024 – Deutscher Quadballbund. 29. Juli 2024, abgerufen am 6. Juni 2025 (amerikanisches Englisch).
33. ↑  Deutscher Quadball-Pokal 2025 – Deutscher Quadballbund. Abgerufen am 4. Juli 2025 (amerikanisches Englisch).
34. 1 2  Qualifikation für die Deutsche Quadball-Meisterschaft – Deutscher Quadballbund. Abgerufen am 6. Juni 2025 (amerikanisches Englisch).
35. ↑  Homepage der Hannover Niffler
36. ↑  Homepage der Three River Dragons Passau
37. ↑  Bonn ist Deutscher Meister 2016. Deutscher Quidditchbund, abgerufen am 4. Februar 2016.
38. ↑  Zur Quidditch-WM 2016 in Deutschland: Quidditch-WM in Frankfurt – Auf der Suche nach der Socke (Memento vom 30. Juli 2016 im Internet Archive) aus Frankfurter Rundschau online vom 24. Juli 2016.
39. ↑  Mitgliedschaft. Deutscher Quidditchbund, abgerufen am 14. April 2022.
40. ↑  Rückblick auf die Deutsche Meisterschaft 2017. Deutscher Quidditchbund, 8. Juni 2017, abgerufen am 20. August 2017.
41. ↑  European Quidditch Cup. Quidditch Europe, abgerufen am 6. Januar 2018 (englisch).
42. ↑  Rückblick auf die Deutsche Meisterschaft 2018. Deutscher Quidditchbund, 9. Juni 2018.
43. ↑  Informationen für Teams – Deutscher Quadballbund. Abgerufen am 6. Juni 2025 (amerikanisches Englisch).
44. ↑  Deutsche Quadball Meisterschaft 2023 – Deutscher Quadballbund. Abgerufen am 6. Juni 2025 (amerikanisches Englisch).
45. ↑  European Quadball Cup (EQC) – Quadball Europe (QE). Abgerufen am 6. Juni 2025.
46. ↑  Webseite Phönixe Solothurn. Abgerufen am 12. März 2021.
47. ↑  Website der Turicum Thunderbirds
48. ↑  Website der Turicum Lightning Sparrows
49. ↑  Central European Quidditch League. Abgerufen am 10. Oktober 2020.
50. ↑  Ergebnisse Danube Cup III
51. ↑  Website der Danube Direwolves
52. ↑  Website der Steelcity Snidgets
53. ↑  Website der Vienna Vanguards